# Kharidjisme
 (avril 2010).
Si vous disposez d'ouvrages ou d'articles de référence ou si vous connaissez des sites web de qualité traitant du thème abordé ici, merci de compléter l'article en donnant les références utiles à sa vérifiabilité et en les liant à la section « Notes et références ».
Le kharidjisme ou kharijisme est une branche de l'Islam apparue lors de l'arbitrage entre Ali et Mu'awiya à l'issue de la bataille de Siffin qui les avait opposés en 657. Il s'agit de la troisième branche, à côté du sunnisme, majoritaire, et du chiisme. Ses adeptes sont les khāridjites (en arabe : khawāridj, خوارج, sortants, dissidents) réduits aujourd'hui aux seuls ibadites.
Selon al-Shahrastani, un khariji est toute personne qui se révolte contre le dirigeant autour duquel sont réunis les musulmans. Les khawarij sont ainsi considérés comme des dissidents. Le kharijisme est l'une des toutes premières factions apparues en Islam.
Les kharijites se divisèrent, par la suite, en une multitude de groupes (près d'une vingtaine). Sept d'entre eux ont été principalement recensés : les mouhakkimites, les azraqites, les najadites, les thaalabites, les ajradites, les ibadites et les sufrites. Tous partagent des fondements communs comme l'excommunication (takfir) des musulmans commettant des grands péchés, l'obligation de se révolter contre le dirigeant injuste ou débauché, ou encore l'excommunication de certains compagnons de Mahomet[réf. à confirmer].
Les Kharidjites furent ainsi nommés par Ali pour désigner tout mouvement musulman contestataire, qu'importent leurs revendications et leurs méthodes, pourtant radicalement opposées. Les ibadites, pacifistes, firent sécession durant son règne en lui reprochant son comportement belliqueux, refusèrent de partir en guerre et restèrent à Bassora. Ils ne cautionnèrent donc pas l'escalade de violence faisant suite à leur départ.

## Étymologie
Le terme al-Kharidji a été utilisé comme un exonyme par leurs détracteurs, du fait qu’ils aient quitté l’armée d’Ali. Le nom vient de la racine arabe خ ر ج, qui a pour signification principale « quitter » ou « sortir » comme dans le mot de base خرج (Kharaj).
Cependant les Kharidjites refusent cette appellation et se qualifient eux-mêmes d’ash-Shurah (« les Échangeurs »), un terme qu’ils comprennent dans le contexte des écritures saintes et de la philosophie pour signifier ceux qui ont choisi d'échanger leur vie d’ici-bas (Dunya) avec l’autre vie, celle avec Dieu (Akhira),,.

## La doctrine
Le kharidjisme est une pratique puritaine de l’islam, à la morale rigoriste, condamnant tout luxe[réf. nécessaire]. La foi n’a de valeur que si elle est justifiée par les œuvres. Le croyant qui a commis un péché grave est à leurs yeux un apostat.
En raison de la division des kharijites en plusieurs branches, il est difficile de leur attribuer une doctrine unique. Cependant, ils s'accordent sur l'idée que le gouvernant pécheur doit être renversé. Pour eux, n'importe quel fidèle peut prétendre au califat, sans considération d'origine ethnique, de sorte que l'ascendance quraychite n'est pas une condition requise.
Pour le kharidjisme, tous les hommes sont égaux, et les privilèges de l'aristocratie quraychite, accentués sous le règne de la dynastie omeyyade, sont condamnés.
Les califes doivent mener une vie exemplaire et doivent être choisis par voie élective parmi les meilleurs musulmans, sans distinction de race et de tribu. Ils se divisent sur le problème de la foi et de l’attitude à adopter à l’égard des autres musulmans ; les Azraqites sont des radicaux faisant usage de la violence politique et n’admettent pas la dissimulation de la foi ; les Najadates, moins durs à l’égard des attentistes, sont partisans de la prise du pouvoir par les armes ; les Sufrites condamnent le meurtre politique et admettent la dissimulation de la foi par prudence ; les Ibadites, pacifistes mais intransigeants dans les domaines politique et moral, se montrent plus souples à l’égard des autres musulmans.
La tendance la plus radicale, les Azraqites, considérait tous les autres musulmans comme des incroyants (mušrik, مُشْرِك, « associateur ; polythéiste ») et fut développée en Perse vers 685 par Nâfi` ben al-Azraq (nāfiʿ ben al-azraq, نافع بن الازرق). Les Kharidjites azraqites utilisaient des pratiques particulières :
- L'examen probatoire (imtiḥān, امتحان, « examen, épreuve ») consistait à exiger de tout néophyte kharidjite, comme gage de sa sincérité, d'égorger un adversaire prisonnier, se référant au fait que le prophète avait demandé à `Ali de couper la tête de prisonniers mecquois.
- Le meurtre religieux (istiʿrāḍ, استعراض, « démonstration »), qui autorisait la mise à mort des infidèles, mais aussi de leurs femmes et de leurs enfants, fussent-ils impubères[7].

Ils considéraient le territoire occupé par les autres musulmans comme un territoire d'infidélité (dār al-kufr, دار الكفر, « territoire de l'incroyance ») où il était licite de s'attaquer aux personnes et aux biens, mais c'est un territoire dont on devait s'exiler comme Mahomet s'était exilé de La Mecque pour échapper aux infidèles.
Une tendance moins brutale, les Sufrites, vivant en milieu hostile au kharidjisme, fut développée par Ziyâd ben al-Asfar (ziyād ben al-aṣfar, زياد بن الأصفر). Cette tendance condamne le meurtre politique, admet la dissimulation de la foi (taqîya) par prudence et rejette le massacre des enfants des infidèles.
Une troisième tendance, l’ibadisme s'est beaucoup plus développée que les deux précédentes et existe encore actuellement en plusieurs variantes régionales. Fondée par `Abd Allah ben Ibâd (ʿabd allah ben ibāḍ, عبد الله بن إباض), elle garde un caractère d'intransigeance politique et de rigorisme moral. Cependant les Ibadites se montrent beaucoup plus souples dans les relations avec les autres musulmans. Par exemple, il leur est interdit de les attaquer par surprise sans les avoir invités à se rallier. Plus généralement, c'est l'usage de la violence qui est prohibé excepté pour se défendre.
La branche fondée par Chabib ben Yazîd al-Harûrî (šabib ben yazīd al-ḥarūrī, شبيب بن يزيد الحروري) soutenait qu'il était légitime de confier l'imamat à une femme si cette dernière était capable de remplir les tâches reliées à ce rôle. Son épouse Ghazala al-Harûrîya (697-?) (ġazāla al-ḥarūrīa, غزالة الحرورية) commanda des troupes à l'instar de Juwayrîya (juwayrīya bint abī sufyān, جويرية بنت أبي سفيان), la fille d'Abû Sufyân, lors de la bataille de Yarmouk. Lors d'un combat, elle aurait mis en fuite le fameux général omeyyade Al-Hajjaj ben Yusef (660-714).
Dans certains ouvrages les Ibadites sont appelés « kharidjites blancs » tandis que les Sufrites sont appelés « kharidjites jaunes » et les Azraqites « kharidjites bleus ». Les noms de « blancs » ou « jaunes » et « bleus » viennent sans doute du rapprochement entre le nom du fondateur des Ibâdites, `Abd Allah ben Ibâd et l'adjectif blanc (ʾabyaḍ, ابيض), du nom du fondateur des Sufrites, Ziyâd ben al-Asfar et l'adjectif jaune (ʾaṣfar, أصفر) et du nom du fondateur des Azraqites Nâfi` ben al-Azraq et de l'adjectif bleu (ʾazraq, أزرق).

## Histoire
La branche kharidjite prit de l'ampleur du fait du refus de l'arbitrage entre Ali et Mu`âwîya à l'issue de la bataille de Siffin qui les avait opposés en 657. Cette bataille entre musulmans avait été meurtrière et Ali accepta l'idée d'un arbitrage pour arrêter le bain de sang. En principe partisans d'Ali, les kharidjites se sont retirés et ont condamné les deux camps. Ils ont reproché à Ali de s'être soumis à un arbitrage car « L'arbitrage n'appartient qu'à Dieu ». Cette formule vaut un autre nom au kharidjisme celui de la muhakkima (arabe : muḥakkima, محكّمة), ce qui désigne la communauté de ceux qui prononcent la formule « L'arbitrage n'appartient qu'à Dieu ». Selon eux, une fois choisi et admis par la communauté des croyants, le calife avait pour devoir de contenir les séditions, dans le but de préserver une cohérence au sein du groupe qu'il régit. Ils se fondent sur ce verset du Coran :

« Si deux partis de croyants se combattent

rétablissez la paix entre eux

Si l'un se rebelle encore contre l'autre,

Luttez contre celui qui se rebelle

Jusqu'à ce qu'il s'incline devant l'ordre de Dieu. »

— Le Coran, « Les Appartements », XLIX, 9, (ar) الحجرات.
Le clan rebelle était, du point de vue kharidjite, celui de Mu`âwîya qui aurait dû s'incliner devant Ali.
Alors que son intention était de se diriger vers la Syrie pour combattre de nouveau Mu`âwîya, Ali dut combattre les kharidjites à la bataille de Nahrawân près de la ville de Bagdad actuelle en 658. Les kharidjites furent mis en déroute et beaucoup furent tués, mais après cette victoire son armée refusa de repartir au combat contre Mu`âwîya. Ali retourna à Koufa.
En 661, les kharidjites organisèrent l'assassinat de leurs principaux opposants. Ali fut assassiné à Koufa alors durant la prière de Al-Fajr, par Abd-al-Rahman ibn Muljam. Mu`âwîya ne fut que blessé et survécut et `Amrû échappa complètement à l'attentat.
En 685 une première révolte fut acceptée par les Azraqites qui, après s'être séparé des Ibâdites restés dans la région de Bassora, allèrent dans le Fars. Ils furent poursuivis par les armées du calife omeyyade `Abd al-Malik sous les ordres de l'émir al-Hajjaj. Leur nouveau chef fut tué et les Azraqites disparurent (699).
En 686 une communauté Ibadite s'installa dans le Sultanat d'Oman et au Yémen.
En 695 éclatait une autre révolte kharidjite. La tradition sunnite se plaît à souligner, comme un nouvel exemple de la fureur sanguinaire des kharidjites, la sauvagerie avec laquelle les musulmans furent massacrés dans la mosquée de Kûfa. Toutes ces agitations kharidjites eurent pour conséquence d'affaiblir le califat des Omeyyades et de préparer le succès de ses adversaires Abbassides.
Dès les débuts de la conquête musulmane du Maghreb, les kharidjites avaient des représentants qui essayaient de se rallier les populations berbères. Les Berbères, habitués à un système communautaire et supportant mal la domination arabe, trouvaient dans le kharidjisme un cadre idéologique à leur révolte.
Le kharidjisme fut importé chez les berbères par les premières tribus arabes ayant fui les persécutions omeyyades vers l'ouest au début du Moyen Âge et était utilisé par certains maghrébins comme une forme d'opposition aux Califats (Omeyyades, Abbassides et Fatimides).
En 739, Maysara conduit une délégation auprès du calife Hicham pour présenter les doléances des Berbères : égalité dans le partage du butin et arrêt de la pratique qui consiste à éventrer les brebis pour obtenir la fourrure des fœtus. Les plaintes parviennent au calife mais il ne donne pas de réponse, ce qui déclenche la révolte à Tanger. Maysara s’empare de la ville, tue le gouverneur Omar Ibn Abdallah et se proclame calife. Il réussit à empêcher le débarquement d’une armée arabe envoyée d’Espagne. Le gouverneur d'Espagne Uqba ibn al-Hajjaj intervient en personne mais ne parvient pas à reprendre Tanger, tandis que Maysara s'empare du Souss dont il tue le gouverneur. Puis Maysara, se conduisant comme un tyran, est déposé et tué par les siens, et remplacé par Khalid ibn Hamid al-Zanati. Sous son commandement, les Berbères sont victorieux d’une armée arabe à Nobles, sur les bords du Chelif, au début de 740.
Les troupes arabes ayant été battues, Hichām envoya des troupes de Syrie dirigées par Kulthum ibn Iyad. Elles sont battues par les Berbères sur les rive du Sebou en octobre 741. Le gouverneur égyptien Handhala Ibn Safwan intervient à son tour, arrête les deux armées kharidjites au cours de deux batailles à Al-Qarn et à El-Asnam (actuelle Algérie) alors qu'elles menacent Kairouan (actuelle Tunisie) (printemps 742).
Au moment de la chute des omeyyades de Syrie (750), l'Ouest de l'empire échappa au pouvoir central. L'Espagne revint aux émirs omeyyades de Cordoue et le Maghreb éclata en plusieurs États indépendants (de 745 à 755).
En 757-758, les Miknassa étaient kharidjites sufrites, ils fondent Sijilmassa sous les ordres de Aiça Ibn Yezid Al Saoud.
Une tribu Sufrite du Sud tunisien occupa Kairouan au prix de massacres sauvages (755). Ce fut un Ibadite, du Djebel Nefousa (à frontière Libye Tunisie actuelle), qui outré des excès commis par ses rivaux reprit Kairouan aux Sufrites qu'il extermina. Il étendit son pouvoir sur la Tripolitaine et toute l'Ifriqiya. `Abd ar-Rahman ibn Rustem d'origine persane fut nommé gouverneur de Kairouan (juin 758)[réf. nécessaire]. La région fut reprise par les gouverneurs abbassides d'Égypte en 761.
Ibn Rustem put s'enfuir et alla fonder le royaume de Tahert (aujourd'hui Tagdempt, près de Tiaret, en Algérie) où ses fidèles le nommèrent imam (776 ou 778). Cet État rustémide survécut jusqu'en 909.
À la même époque un royaume sufrite des Banou Ifren se constitua dans la région de Tlemcen (Ouest algérien). Les berbères Sufrites de la tribu des Meknâsa fondaient la ville de Sijilmassa sur le versant est de l'Atlas marocain.
En 771, Abou Qurra de la tribu Sufrite des Ifren de Tlemcen parvint à reprendre aux arabes toute l'Ifriqiya. En 778, Ibn Rustom sollicita un traité de paix avec le gouverneur abbasside de Kairouan. La situation resta stable jusqu'à l'arrivée des chiites Fatimides (909).
En 942, Abu Yezid de la tribu des Banou Ifren reprend toute l'Ifriqiya aux Fatimides. Il installe son siège sur Kairouan. Il était du dogme nekarites.

## De nos jours

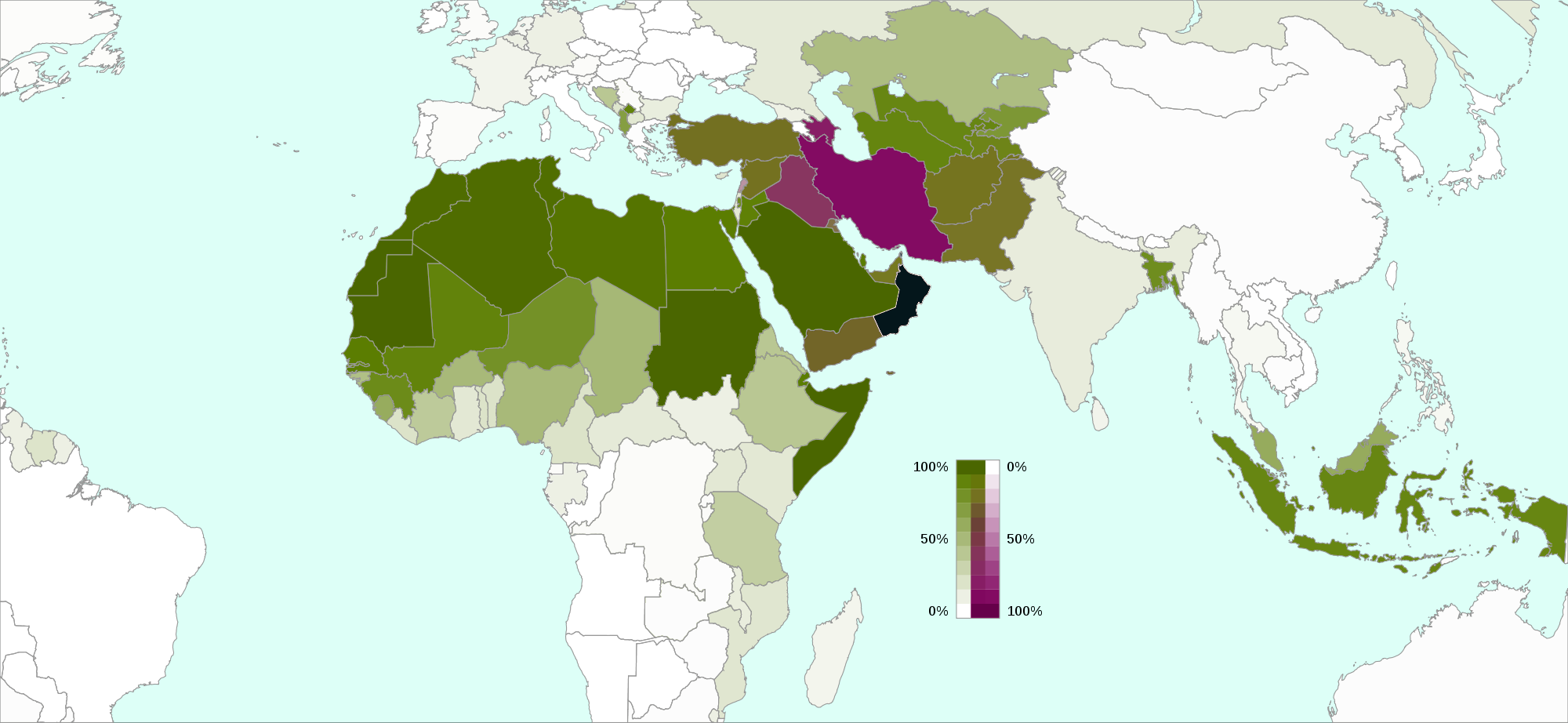
Pourcentage de musulmans par pays
Vert : sunnisme, violet : chiisme, noir : ibadisme.

Les Ibadites, une branche du kharidjisme, forment la majorité de la population d’Oman (où ils se sont installés pour la première fois en 686, fondant un état vassal des Abbassides en 751, puis indépendant en 899). Il existe aussi d’autres communautés ibadites en plus petites concentrations dans le Mzab d’Algérie, sur l'île de Djerba en Tunisie, dans le djebel Nefoussa en Libye, ainsi que dans l’ancienne colonie omanaise de Zanzibar.
À l'ère contemporaine, certains théologiens et observateurs musulmans ont comparé les croyances et les actions de Daech, d’Al-Qaïda et d’autres groupes aux vues analogues, à celles des Kharidjites,,,,. De plus, ils restent généralement sourds aux appels coraniques prônant la modération,,. Cependant, les prédicateurs de l'État islamique refusent formellement d’être comparés aux Kharidjites. Enfin selon plusieurs chercheurs et notamment Romain Caillet : « Le terme « Kharijites », désignant à l'origine une secte apparue au début de l'histoire islamique, est devenu aujourd'hui une appellation polémique par laquelle les salafistes quiétistes désignent tous les opposants aux régimes arabes, des plus modérés aux plus radicaux », comme les salafistes djihadistes,,,,.
Au XVIIIe siècle, l’érudit hanafi Ibn Abidin (en) dépeignit le mouvement wahhabite avec à sa tête Mohammed ben Abdelwahhab comme des Kharidjites des temps modernes, bien qu’il se retînt de prononcer le kufr à leur égard,.